# Richard Kleindienst
Richard Gordon Kleindienst (Winslow, 5 agosto 1923 – Prescott, 3 febbraio 2000) è stato un politico e avvocato statunitense.

## Biografia
Fu il 69º procuratore generale degli Stati Uniti sotto il presidente degli Stati Uniti d'America Richard Nixon.
Nato nello Stato di Arizona, studiò al college di Harvard e all'Harvard Law School. Prestò servizio al United States Army Air Corps. Fu amico e confidente di William Rehnquist.